# Motoo Tatsuhara
Motoo Tatsuhara (立原 元夫 Tatsuhara Motoo?,  14 de enero de 1913 en Tokio - ?) fue un futbolista japonés que se desempeñaba como centrocampista.
Tatsuhara jugó 4 veces para la selección de fútbol de Japón entre 1934 y 1936. Tatsuhara fue elegido para integrar la selección nacional de Japón para los Juegos Olímpicos de Verano de 1936.

## Trayectoria

### Clubes
| Club       | País  | Año  |
| ---------- | ----- | ---- |
| Waseda WMW | Japón | ???? |

### Selección nacional
| Selección | País  | Año         |
| --------- | ----- | ----------- |
| Absoluta  | Japón | 1934 - 1936 |

## Estadística de equipo nacional
| Selección de Japón | Selección de Japón | Selección de Japón |
| Año                | Part.              | Goles              |
| ------------------ | ------------------ | ------------------ |
| 1934               | 2                  | 0                  |
| 1935               | 0                  | 0                  |
| 1936               | 2                  | 0                  |
| Total              | 4                  | 0                  |